# IEC 60906-1
IEC 60906-1是由國際電工委員會在1986年制訂的家用交流電源插頭與插座標準，額定電壓230V，額定電流16A。國際電工委員會把此插座定為N型。
到目前為止，全世界僅有南非及巴西採用此標準。

## 南非
南非於2013年推出了基於國際標準 IEC 60906-1 的國家標準 SANS 164-2，用於取代基於英國標準 BS 546 的 SANS 164-1。南非的電壓是230V，頻率50Hz。

IEC 60906-1 插座
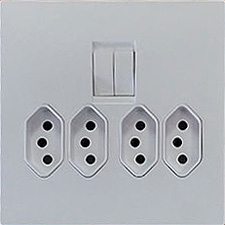
四個 SANS 164-2 插座
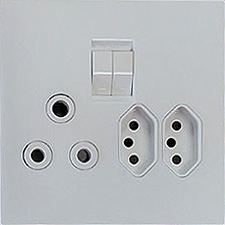
南非的新舊插座

## 巴西
巴西的 NBR 14136 標準並不完全相容於 IEC 60906-1，但仍被視作N型插座及插頭。巴西的電壓是127V及220V，卻沒有採用為125V電力系統而設的 IEC 60906-2。
在 NBR 14136 中，定義了直徑4mm的10A版本及4.8mm的20A版本，沒有採用 IEC 60906-1 所定義的4.5mm 16A標準。此外，10A插座也可以插入歐洲C型插頭。

巴西 NBR 14136 插頭
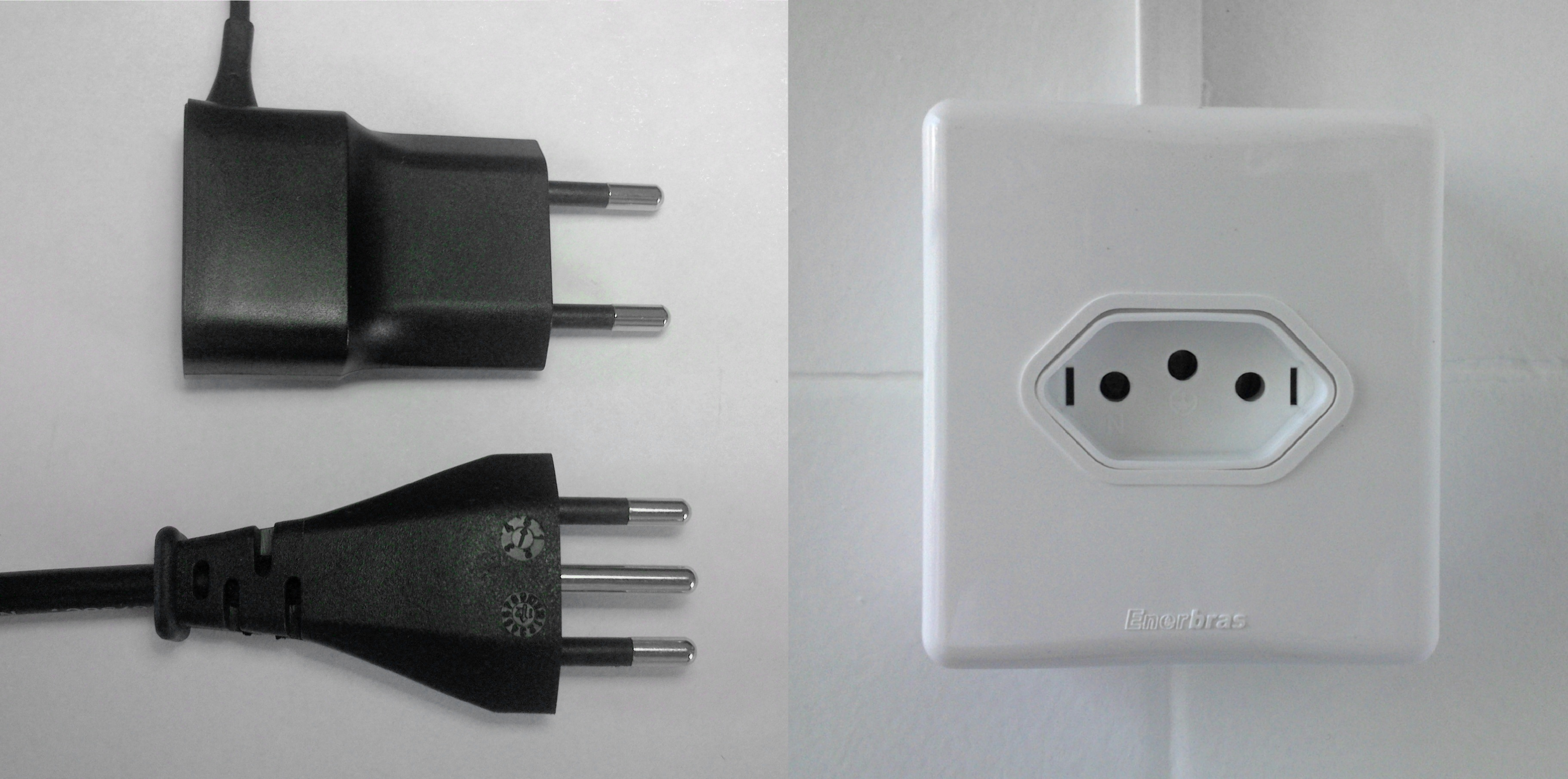
兩腳及三腳10A插頭，以及10A插座
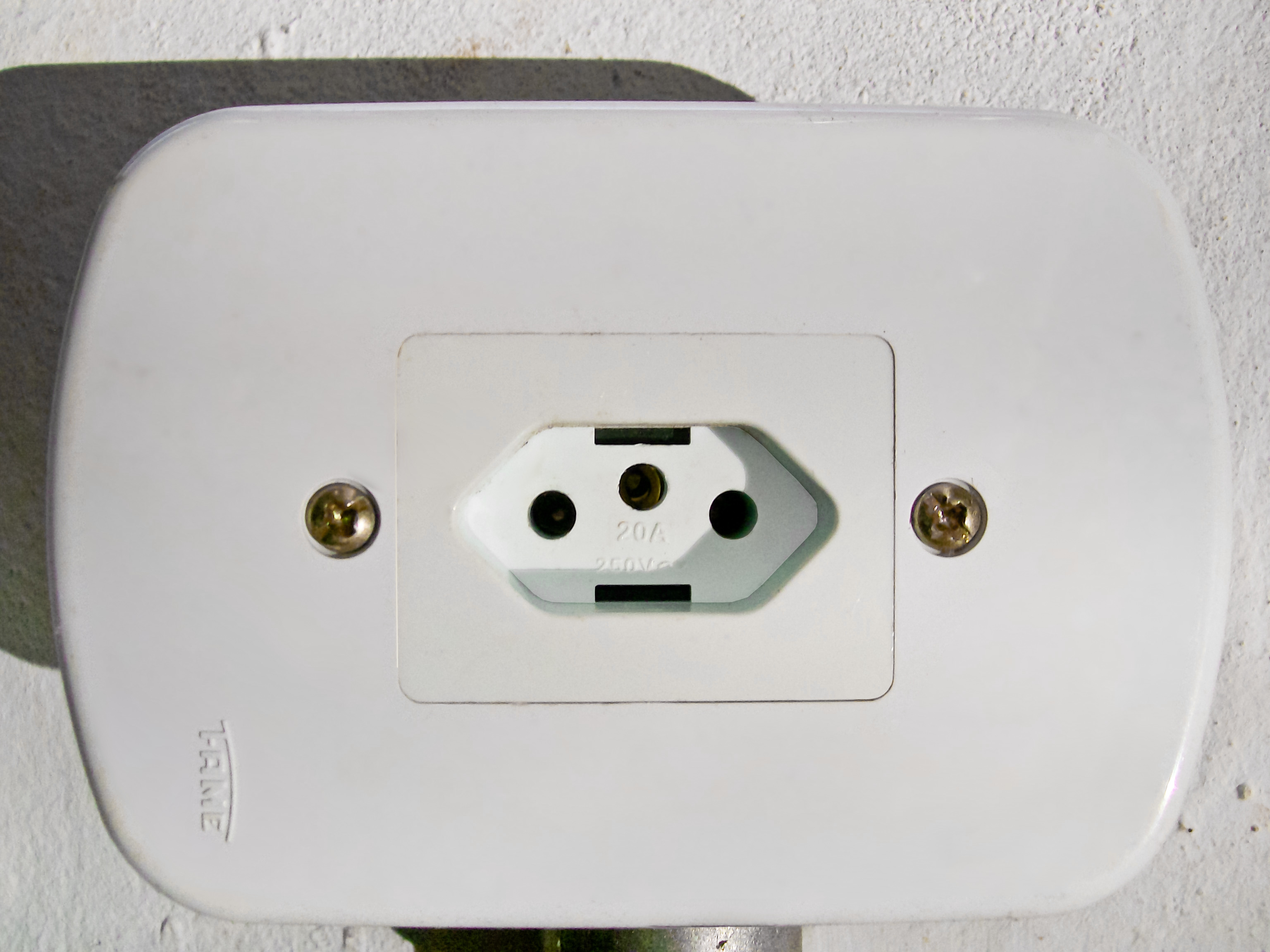
20A插座

## 限制
此標準的目標是建立統一的家用插座及插頭標準，但使用不帶保險絲的N型插頭替代帶保險絲的英式插頭（BS 1363）會產生安全問題。
英國標準（BS 7671）的電力布線大量採用32A環狀線路為插座供電。但32A超過了電器電纜所能承受的載流量，因此每個插頭均須加裝保險絲作保護用途，以免電纜在電器故障時起火。因此 IEC 60906-1 無法在英國及其他採用英式布線的地區中使用。